# Kosmos 233
O Kosmos 233 (em russo: Космос 233) também denominado DS-P1-Yu Nº 15, foi um satélite artificial soviético lançado ao espaço com sucesso no dia 18 de julho de 1968 através de um foguete Kosmos-2I a partir do Cosmódromo de Plesetsk.

## Características
O Kosmos 233 foi o décimo quinto membro da série de satélites DS-P1-Yu e o décimo quarto lançado com sucesso após o fracasso do lançamento do segundo membro da série. Sua missão era auxiliar sistemas antissatélites e antimíssil soviéticos.
O Kosmos 233 foi injetado em uma órbita inicial de 1545 km de apogeu e 210 km de perigeu, com uma inclinação orbital de 82 graus e um período de 102,1 minutos. Reentrou na atmosfera terrestre em 7 de fevereiro de 1969.